# Зубдат ат-таварих
«Зубдат ат-таварих» («Сливки истории») — отдельная часть 4-томного исторического сочинения на персидском языке «Маджму ат-таварих». Автор — среднеазиатский ученый 15 века Абдаллах ибн Лутфоллах ибн Абд ар-Рашид, известный под псевдонимом Хафиз-и Абру. Сочинение содержит важные сведения по истории Центральной Азии 15 века (политическая история государства Тимуридов, история Восточного Дашт-и Кыпчака, взаимоотношения Улугбека с правителями Ак-Орды). До наших дней дошли несколько рукописей сочинения, одна из них хранится в библиотеке Оксфордского университета (Великобритания). «Зубдат ат-таварих» — важный источник для исследования средневековой (15 века) истории казахского народа.